# Shark 3D
Shark 3D ist eine Software der Firma Spinor für Computerspiele, Filme, animierte Serien und andere Echtzeit-Computergrafik-Anwendungen.

## Beschreibung
Shark 3D ist eine Software, die in den Bereichen Computerspiele, Film, Fernsehen und in der Industrie zur 3D-Visualisierung und Simulation eingesetzt wird. Shark 3D wird von der Firma Spinor entwickelt. Die Software ist ein Paket aus Tools, einem Renderer, Sound, Physik-Engine und einer Skript-Sprache. Die Bestandteile können auch einzeln benutzt werden. Eine zentrale Komponente ist der Renderer. Die meisten Anwendungen, die auf Shark 3D basieren, benutzen entweder das Komplettpaket oder nur den Renderer. Shark 3D läuft auf Windows- oder Linux-basierten PCs und auf Konsolen wie beispielsweise PlayStation 3, PlayStation 2, Xbox, Xbox 360 und Wii, darüber hinaus auf iOS-Geräten und im Webbrowser.

## Bekannte Kunden
- Funcom für Dreamfall: The Longest Journey
- Chimera Entertainment für Windchaser
- Siemens für Visualisierungen und Simulationen
- ARD für verschiedene Fernsehsendungen